# 修羅のドレス
『修羅のドレス』（しゅらのドレス）は、寄田みゆきによる日本の漫画作品。講談社の『BE・LOVE』にて2013年第5号から2014年第5号まで連載。単行本は全4巻。

## あらすじ
主人公、栗山四葉は平凡ながらも父と2人幸せに毎日を暮らしていた。しかし、父親がある日突然謎の自殺を遂げる。その死に疑問を感じていた四葉はある日、父の遺品を整理した時に、父のつけていた日記を見つけ、驚愕の事実を知ってしまう。なんと世間を注目させていたウェディングデザイナーのKALENが四葉の実の母親で、しかも四葉の父を陥れ、デザイナー界から追放した張本人だったのだ。全ての真実を知った四葉はKALENへの復讐のため、数年後、母の会社に社員として入社したが敵はKALENだけではなかった。

## 登場人物
栗山 四葉（くりやま よつば）
主人公。入社1年目。父・哲郎と平凡ながらも幸せな生活をしていたがある日、父は謎の自殺を遂げる。その後、遺品から見つかった父の日記にてすべての真実と自らの出生の秘密を知ってしまう。幼い頃から手術しなければ治らない病気を患らっている。幼い頃は髪が長かったが、大人になってからはショートヘアになっている。
何事にもあまり動じず冷静な性格だが、KALENが会社を訪れた際に社員達の前で宣戦布告するなど大胆さも備えている。かつての父親譲りの天才的なデザインの才能を持っており（デザイナーとしての才能面においてはKALENも一目置いている様子）さらに洋裁学校も出ているため、洋裁もこなす。クールな性格の反面、他人を疑うことや狡猾な部分が無い。KALENに父の日記と自身のデザイン帳を盗まれてしまったことで更なる憎悪を沸かせるがその反面、実の母親として想っていた部分も少なからずあったという複雑な想いを抱いている。
その後、KALENの急死の知らせから事態が急変し、四葉のことを誤解した蘭とコンペで争うことになってしまう。当初は頑なに拒否していたが、かつてのKALENのように残忍で手段を選ばない性格になってしまった蘭に会社を任せることに不安を感じ、コンペに参加することを決意。少しずつだが社内にも四葉を指示する人々が増え、その人達の協力も得られるようになるが、柊と蘭の結婚をきっかけに退職し、小さい服飾店に勤めることになる。
その後、自分のドレスを守るために蘭が犠牲になってしまったことを知り、柊にたった一人の妹である蘭のことを託し、いつになるかわからないが必ずまた再会することを誓った。復讐の心を捨てて着る人のことを想うドレスを作ると心に決めていたがKALENとの再会と策略により忘れかけていた復讐の心が再びよみがえる。
そんな中、実父に似た朝倉と名乗る人物から一緒にKALENを倒す為ドレスコンテストに出場しないかと持ちかけられ、これを承諾。KALENを倒すべく、ドレスコンテストへ向けてドレスを製作している中、蘭と再会し今までされたことを謝罪され、これからはまた以前のように仲良くしたいと告白されるが、実はそれは罠であり、嫉妬にかられた蘭により、はさみで殺されかける。この出来事に強いショックを感じた上に前述の朝倉がKALENの差し金だったことが判明。しかし、それがきっかけで自分の本当に作りたいドレスが何だったのかに気づき、コンテスト前日に蘭に会いに行きコンテストに自分の作ったドレスを着て出場してほしいと告げる。
コンテスト当日、姿を現した蘭とついに気持ちが通じ合い涙ながら和解した。そしてKALENに対する憎しみよりも蘭に対する愛する気持ちでこれからもドレスを作り続けたいことに気づく。最終話では、患っていた病の手術も無事成功。個人でドレスを作っていくことになった。そんな中、柊と再会するところで物語は幕を閉じる。
KALEN（かれん）
四葉と蘭の実母。本名不明。かって四葉の父・哲郎の婚約者かつ仕事面でもパートナーだったが、それを利用し哲郎のデザインを盗作。自分のデザインとして発表し世間から注目されウェディングデザイナーとして華々とデビューする。そして不用になった哲郎に妊娠中だった自分を故意に階段から突き落とさせて、デザイナー界から追放させた。その時産まれた四葉は哲郎が引き取った。その後、経緯は不明だが大手のウェディング会社経営者となる。
見た目や口調は穏やかだが、欲しいものを手に入れるためには他人を陥れることも厭わない冷酷で非情な性格。実の娘である四葉に対しても油断させて哲郎の日記と四葉のデザイン帳を全て盗むなど反省どころか母性のかけらも見せないが、もう1人の娘である蘭には「どうしても自分の会社を蘭に継がせたい」などの発言をしている。蘭があまり乗り気ではなかったため、「自分が死亡した際には四葉と蘭のどちらか優れた能力を持つ方に自らの全てを継がせる」という遺言書を作成するが、その直後、乗車中に誤って崖から転落、生死不明となる。
3巻にて実は生きていたことが判明。事故直後は瀕死の状態で、田舎の診療所で何ヵ月も寝たきりの状況だったが、リハビリ等を経て歩行器具を付ければ歩ける状態まで回復。蘭と共に再び四葉の前に姿を現したが、性格や考え方は変わっていない。四葉に対しても母としての愛情は与えないが、その才能はこれからもとことん利用したいと考えており、再び自分の下に帰ってくるように促す。本人曰く、「デザインの才能と成功者の才能は別」と感じている。
四葉がKALENを倒すべく出場を決心したドレスコンテストでも四葉のデザインを奪うべく、策を巡らせて自分の部下の朝倉を四葉の父、哲郎そっくりに整形させて四葉の警戒心を解かしてデザイン画を描かせることに成功させる。そして、そのデザインのドレスでコンテストに出場。コンテスト当日優勝を確信するが、全ての事実を知り改心した蘭によりコンテスト会場の全ての客の前で自分の行ってきた悪事を公表されることになった。
最終話では、無事手術を終えた四葉の前に姿を見せて哲郎が亡くなる前日に彼と交わした言葉と真実。彼に対する本当の想いを四葉に語り、四葉から盗んだ哲郎のデザイン帳と日記を彼女に返した。
宮野原 蘭（みやのはら らん）
もうひとりの主人公。入社2年目で四葉より年下だが仕事上では1年先輩にあたる。同じ部署の先輩の虹子にいじめられているところを四葉に助けられ友人となる。無邪気で人なっこく素直な性格のため、四葉も自然と心を許せる相手に。実はKALENのもう1人の娘で四葉の父親違いの妹だが、お互いに姉妹だということは当初知らなかった。
誤って虹子の手に深い傷を負わせてしまたことがきっかけで虹子に恐喝、脅迫とさらに虹子の知り合いの男達から暴行された上にその後も脅迫により売春させられる。誰にも話せず1人で耐え続けたが、少しずつ精神のバランスを崩していく中、様々な誤解から幼馴染で想い人の柊や会社を全て自分から奪おうとしていると思い込み、四葉への愛が一転、憎しみに変わる。それ以来、以前のような無邪気さはなくなり、KALENに似て残酷かつ手段を選ばない性格に豹変する。
前述の暴行と売春が原因で妊娠していたことが判明。様子を見にきた柊を自分の子供の父親に仕立て、策をめぐらして自分との結婚を了承させる。しかし、四葉にすべて奪われるかも知れないという不安は消えず怯える中で、死亡したと思っていたKALENと再会。四葉が母を殺害したと思っていたことが誤解だと判明するが、柊や四葉の才能に執着する母のこともあり四葉に対しては複雑な感情を抱く。
その後、嫉妬心とマタニティーブルーから情緒不安定になり四葉を殺そうとするが、誤って四葉をかばった柊を刺してしまう。そのショックで破水し、運び込まれた病院で無事に長男を出産する。愛する我が子とのふれあいと、自分だけを愛してずっと側で一緒に生きていくという柊の言葉を今度こそ信じて、少しずつだが以前の優しい性格を取り戻していく。
それからは一切四葉とは会わないままだったが、コンテスト前日に手伝いで母の会社を訪れた際に四葉の父、哲郎の日記を見てしまい、なぜ四葉が母を憎んでいたのか遂に知ってしまう。それでもなお母への想いと自分を育ててくれた恩から裏切ることはできないままだったが、四葉への誤解と自分のしてしまったことへの後悔。前述の事項を経ても純粋に自分を愛してくれた四葉の想いに心動かされ、コンテストに四葉が自分のために作ってくれたドレスを着て出場。母にこれ以上最低な人間になってほしくない思いからKALENの悪事を自ら客の前で告白した。
最終話では、柊への想いを残しつつも四葉と柊の気持ちを汲んで四葉に柊を返した。
和泉 柊（いずみ しゅう）
蘭の幼馴染の美青年で、以前蘭の実家で雇われていた家政婦の息子。KALENに宣戦布告した四葉に「あの人には気をつけたほうがいい」と忠告し、その後も、何度か四葉に接触してくる。幼い頃にKALENの会社に来た四葉と一度会っており、それ以降、四葉に想いを寄せ何かと力になろうとする。自分以外に親しい人間のいなかった蘭に同情し、本人は妹のように思い仲良くしていたが蘭は彼にずっと恋心を抱いていた。蘭への同情と四葉を蘭による監禁から救うため、蘭のお腹の子供の父親になることを決意し結婚する。
しかし、未だ四葉に想いを抱いており、結婚はしたもののしばらくして蘭とはすれ違いが生じてしまう。その結果、蘭に殺されそうになった四葉をかばって刺されてしまうが幸いなことに命に別状はなかった。結果的に、そこまで蘭を追い詰めてしまっていたことに責任を感じてしまい、四葉への想いは断ち切り蘭一人を愛し一緒に生きていくことを決意した。最終話では、手術を終えた四葉の前に姿を見せる。
桃花（ももか）
四葉の直属の上司。外見は小太りで眼鏡をかけ化粧気もない地味な女性。蘭が四葉を憎むきっかけを作る。KALENとは学生時代友人で彼女の夢を叶えるために尽くし危ないことも色々させられたが、所詮は利用されていただけだった。元々は彼女もドレスデザイナーを目指していたが、前述の事情等があって挫折した。蘭の妊娠が判明しても、蘭自身の意見はあまり耳を貸さずに堕胎を促すなど冷たい性格。実はKALENを事故を装って殺害しようと企んだ人物で、KARENが消息不明となった後は蘭を利用して陰で暗躍しようと目論んでいた。生きていたKALENによって全てを暴かれ、KALENを殺害しようとした崖から突き落とされる。
栗山 哲郎（くりやま てつろう）
四葉の実父。かってドレスデザイナーとして注目されていた。順調に人生を歩んでいたが当時恋人で助手だったKALENに自分のデザインを盗作され、冤罪をかけられてデザイン界から追放されてしまった。その際に産まれた四葉を引き取り以降は貧しいながらもつつましく幸せに暮らしていた。ドレスデザイナーとしての才能とまっすぐで他人を思いやる性格は娘の四葉に受け継がれている。ある日、四葉の病を治してあげたいため金になる仕事を紹介してもらうのが目的でかつての恋人で自分を嵌めたKALENを訪ねるがその翌日に車の中で焼身遺体として発見される。
この一件を自殺に見せかけてKALENが哲郎を殺害したと四葉は思い込んでいたが、実は桃花によって自殺に見せかけて殺害されていた。この件に関してはKALENも真相を知らなかった様子で、桃花の告白によって真相を知った時は怒りの表情を見せていた。

## 書誌情報
- 寄田みゆき 『修羅のドレス』 講談社〈Be・Loveコミックス〉、全4巻
  1. 2013年6月13日発売 ISBN 978-4-06-380392-1
  2. 2013年9月13日発売 ISBN 978-4-06-380399-0
  3. 2014年1月10日発売 ISBN 978-4-06-380414-0
  4. 2014年6月13日発売 ISBN 978-4-06-380432-4